# Угольний (аеропорт)
Аеропорт Анадир (рос. Аэропорт Анáдырь) або Аеропорт Угольний (рос. Аэропорт Угольный) (IATA: DYR, ICAO: UHMA) — аеропорт спільного базування розташований за 11 км на схід від Анадиря, відокремлений від міста водами Анадирського лиману. Використовується транзитними повітряними судами як запасний аеродром у будні, а також стратегічною військовою авіацією як аеродром підскоку для Ту-95МС, що базуються в Енгельсі.
Як і багато інших аеродромів на півночі Росії, аеродром Анадир побудований у багаторічній мерзлоті.

## Військове застосування
Основна мета побудови аеродрому — можливість заправки, поповнення бомбового озброєння (включаючи ядерні боєприпаси) літаків стратегічної авіації СРСР у разі війни з США. Для зберігання ядерних боєприпасів у вічній мерзлоті (приблизно за 10 км від аеродрому) у середині 1950-х було побудовано величезне підземне сховище «Портал» з повним протиатомним захистом. Для забезпечення роботи сховища було побудовано селище Анадир-1 (розмовне назва — Гудим).
З моменту спорудження і до початку 1990-х аеродром ділився на дві частини: «східна» — цивільний сектор, з будівлею аеровокзалу і службами аеродромного обслуговування, і «західна» — військовий сектор, що включав в себе:
- Полк винищувачів-перехоплювачів (до 1982-го 529-й винищувальний авіаполк на Як-28П, з 1982 по 1992 171-й Тульський Червонопрапорний винищувальний авіаційний полк на Су-15ТМ, завдання — прикриття аеродрому у воєнний час, супровід стратегічних бомбардувальників під час бойових вильотів у воєнний час, у мирний час — прикриття східного кордону. При наближенні до кордону літаків іноземних держав, піднімалася чергова пара (цілодобове чергування), яка йшла паралельним курсом, але не перетинаючи кордону, своєю присутністю відбиваючи бажання порушити кордон СРСР.

- 445-й окремий батальйон аеродромного обслуговування (ОБАТО), що входив до складу стратегічної авіації, і не підпорядковувався командуванню Далекосхідного військового округу. Батальйон відповідав за підтримання аеродрому в постійній готовності до прийому повітряних суден (за станом ЗПС), заправку повітряних суден — як бомбардувальників, так і винищувачів-перехоплювачів. Командир батальйону (посада передбачала звання «полковник») мав право «закривати» аеродром не тільки для військових повітряних суден, але і для цивільних.

- Вузол зв'язку ВПС (полк). Забезпечував зв'язком всі структури, включаючи приводні радіостанції (далекі й близькі).

- Техніко-експлуатаційна частина (ТЕЧ) підрозділ 171 Тульського Червонопрапорного винищувального авіаційного полку (в/ч 64371).

- Змішана авіаескадрилья (літаки Ан-12, Ан-26, вертольоти Мі-8).

Штаб військової частини 24789, штаб полку, штаб авіаескадрильї, комендатура і штаб дивізії ППО, а так само казарми і будинки офіцерського складу розташовувалися в селищі Вугільні Копі.

## Авіакомпанії та напрямки, листопад 2020
| Авіакомпанія                            | Пункт призначення                                           |
| --------------------------------------- | ----------------------------------------------------------- |
| Chukotavia                              | Егвекінот, Кепервєєм, Лаврентія, Марково, Певек, Провідєнія |
| Petropavlovsk-Kamchatsky Air Enterprise | Петропавловськ-Камчатський                                  |
| S7 Airlines                             | Сезонний: Владивосток                                       |
| UTair Aviation                          | Москва-Внуково                                              |
| Yakutia Airlines                        | Хабаровськ, Магадан, Якутськ                                |

## Наземний транспорт
Аеропорт знаходиться на протилежному березі річки Анадир навпроти міста. Влітку сполучення з містом човнами, взимку по дорозі на льоду, і протягом періоду льодоставу навесні і восени, тільки вертольотом.

## Ресурси Інтернету
- Airport Anadyr Aviateka.Handbook
- Airport information for UHMA at World Aero Data. Data current as of October 2006.Source: DAFIF.
- Airport information for UHMA at Great Circle Mapper. Source: DAFIF (effective October 2006).